# Валериј Карпин
Валериј Георгијевич Карпин (рус. Валерий Георгиевич Карпин; Нарва, 2. фебруар 1969) бивши је руски фудбалер и фудбалски тренер.
Постигао је први гол за репрезентацију Русије након распада Совјетског Савеза, у победи од 2:0 против Мексика 17. августа 1992. године. Сматра се за једног од најбољих играча у историји руске репрезентације.

## Каријера

### Младе године
Са осам година је ишао у фудбалску школу у Нарви, а његов први тренер је био Јури Шаламов. Играо је за репрезентације Естонске ССР и на турнирима млађих категорија. Такође је играо хокеј и са 12 година је био члан дечијег тима Совјетског Савеза. У доби од 15 година преселио се у спортску школу Калињинског округа у Талину, одакле је прешао у локални фудбалски клуб Звезду.
Са 17 година је играо за талински фудбалски клуб „Спорт”, који је наступао у другој лиги Совјетског Савеза, а главни тренер је био Валериј Овчињиков. Годину дана касније, играо је на турниру Балтичког војног округа у Лавову, одакле је отишао у ЦСКА из Москве. У првом тиму као млад играч није изборио место, тако да је прекомандован у резервни тим ЦСКА-2.
Године 1989, на крају војне службе, играо је за Факел Вороњеж, на позицији везног играча.

### Клупска каријера
Године 1990. потписао је за московски Спартак, где га је позвао Валентин Покровски. Карпин је добио 60 рубаља за прву плату у клубу. Главни тренер Олег Романцев је Карпина померио на десно крило и средину терена. Карпин је дебитовао за клуб у утакмици са ЦСКА из Москве и био је двоструки асистент. У Спартаку Карпин је освојио три пута првенство Русије.
Након Светског првенства у Сједињеним Државама прешао је у Шпанију. Први клуб Карпина био је баскијски Реал Сосиједад. Остао је две године у клубу и постигао шеснаест голова.
Године 1996. прешао је из Реал Сосиједада у Валенсију. На 36 одиграних утакмица постигао је шест голова.
Од 1997. до 2002. године играо је за Селту. Часопис Дон Балон га је прогласио за најбољег универзалног играча у првенству Шпаније за сезону 1998/99.
За Селту је играо 168 утакмица и постигао 26 голова. Руски спортисти су изједначени са играчима из Европске уније само резултатом афере "Симутенков" 2005. године.

### Репрезентација
За репрезентацију Русије наступао је од 1992. до 2003. године, одиграо је 72 утакмице и постигао 17 голова. Дао је први гол за репрезентацију Русије после распада Совјетског Савеза, у победи од 2:0 против Мексика 17. августа 1992. године. Карпин је учествовао на Светским првенствима 1994. и 2002. године, као и на Европском првенству 1996. године.
У пријатељској утакмици у Француској 2002. године Карпин се потукао са више француских репрезентативаца, пошто их је разљутила његова наводна груба игра. Након меча, Француз Патрик Вијера је напао Карпина у свлачионици, ситуација се претворила у озбиљну тучу између играча обе екипе.
У марту 2003. Карпин је одлучио да се повуче из руске репрезентације.

### Тренер
Од 8. августа 2008. до 13. децембра 2012. године био је спортски директор ФК Спартак Москва.
Дана 30. новембра 2009. године добио је А лиценцу за фудбалског тренера и уписао је курсеве за добијање про лиценце. Од тог тренутка почео је да ради као главни тренер клуба. 12. децембра 2010. године добио је про лиценцу.
Карпин је 2010. године водио Спартак на четврто место у првенству Русије и трећег места у групној фази Лиге шампиона, што даје право да игра Лигу Европе. У децембру је Карпин продужио уговор са клубом на још годину и по дана.
Дана 19. априла 2011. Карпин је написао изјаву о оставци на свој захтев са положаја главног тренера због незадовољавајућих резултата тима, који је био на последњем месту у првенству Русије. После победе у четвртфиналу Купа Русије у Краснодару, играчи Спартака ставили су мајице у знак подршке Карпину, након чега је менаџмент клуба одгодио оставку. Карпин је остао у Спартаку све до 2014. године.
У августу 2014. Карпин је постао тренер Мајорке која је тада играла другу лигу у Шпанији.
Именован је 9. јула 2015. године за тренера Торпеда из Армавира. Првих пет утакмица Карпина у ФНЛ-у завршило је резултатом 0:0, што је био нови лигашки рекорд. У јуну 2016. Карпин је напустио клуб, а две стране су споразумно раскинуле уговор.
Дана 19. децембра 2017. је постављен за главног тренера Ростова, уговор је потписан а две и по године.

## Телевизија и бизнис
Након завршетка фудбалске каријере 2005. године, остао је у Шпанији и има грађевинску фирму. Од 2007. до 2010. године Карпин је био главни спонзор бициклистичког тима Карпин-Галиција. Радио је на шпанској телевизији као коментатор на пет утакмица репрезентације Шпаније.
На руском спортском каналу Матч ТВ је од јула 2016. до јула 2017. био стручни консултант.

## Остало
Године 2005. био је капитен руског тима у фудбалу на песку. На Европском купу у фудбалу на песку 2005, Русија је освојила сребрну медаљу на домаћем терену.

## Приватни живот
У августу 2003. године добио је држављанство Естоније како не би био третиран као странац у земљама ЕУ. Касније је добио и држављанство Шпаније.
Женио се три пута. Прва супруга — Светлана, имају две кћерке Марију (рођена 24. фебруара 1996) и Валерију (рођена 18. фебруара 2001). Друга супруга је шпанска глумица Алба Фернандез (разведени). Трећа жена, од јуна 2017, је Дарија Гордејева.

## Трофеји

### Клуб
Спартак Москва
- Првенство Русије: 1992, 1993, 1994.
- Куп Русије: 1992.

Селта Виго
- Интертото куп: 2000.